# Pietroso
Pietroso é uma comuna francesa na região administrativa de Córsega, no departamento da Alta Córsega. Estende-se por uma área de 25,76 km². 